# Бай-Арена
«Бай-Арена» (нем. BayArena; МФА: beːʔaˈʁeːna) — футбольный стадион, расположенный в Леверкузене, Германия. C 1958 года домашняя арена леверкузенского «Байера».

## История
Первоначально «Бай-Арена» была названа в честь бывшего президента Bayer AG и основателя клуба Ульриха Хаберленда, и вмещала в себя всего 20 000 человек. В 1986 году руководство стадиона приняло решение сделать из Стадиона Ульриха Хаберленда современную арену. Реконструкция продолжалась 10 лет и была завершена в 1997-ом. Стадион смог принимать на 2500 человек больше, чем до реконструкции, и обрёл своё современное название.
В 1999 году к стадиону была пристроена гостиница, окна некоторых номеров которой выходят прямо на поле. Также в стадионный комплекс входит ресторан (тоже с видом на поле) и несколько конференц-залов.
Перед чемпионатом мира 2006 года руководство Леверкузена всерьёз задумалось о возможности сделать свой город одним из мест проведения чемпионата. Но вскоре немецкий оргкомитет признал, что арена на 40 000 мест никогда не будет полностью заполнена после окончания ЧМ, и город отозвал свою заявку. Пять матчей чемпионата прошли в соседнем Кёльне. Вместо этого было решено, что «Бай-Арена» станет основной тренировочной базой для сборной Германии. Этим планам помешал возглавлявший в то время сборную Юрген Клинсман, настоявший на базе в Берлине. В качестве компенсации на «Бай-Арене» было проведено несколько товарищеских матчей сборной.
30 марта 2007 года «Байер» принял решение о расширении стадиона до 30 000 мест. Реконструкционные работы начались в конце того же года и продлились до середины 2009 года.
В 2011 году на стадионе прошли 4 матча чемпионата мира по футболу среди женщин.

## Галерея

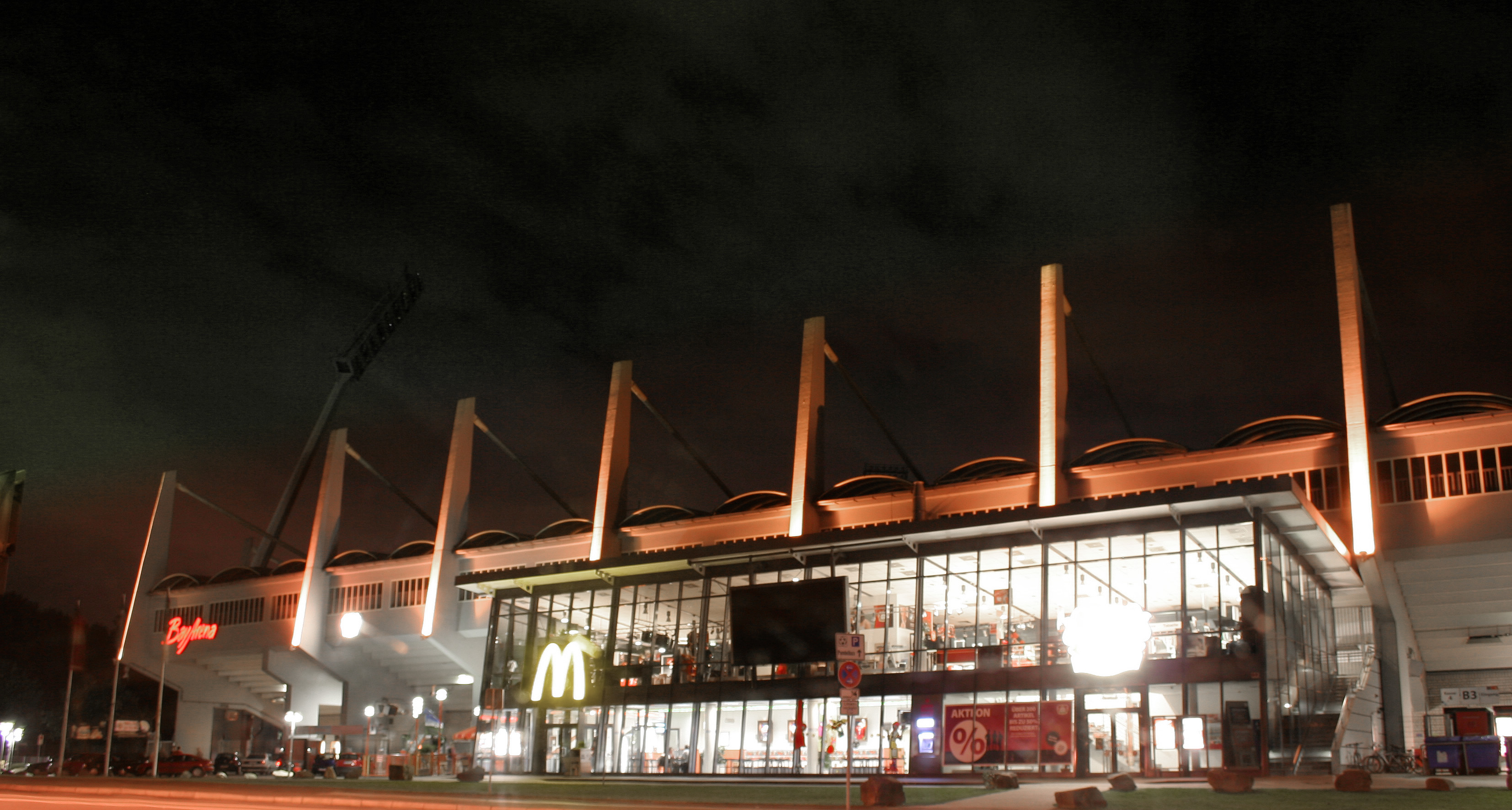
Бай-Арена до реконструкции в 2009 году
Схема стадиона
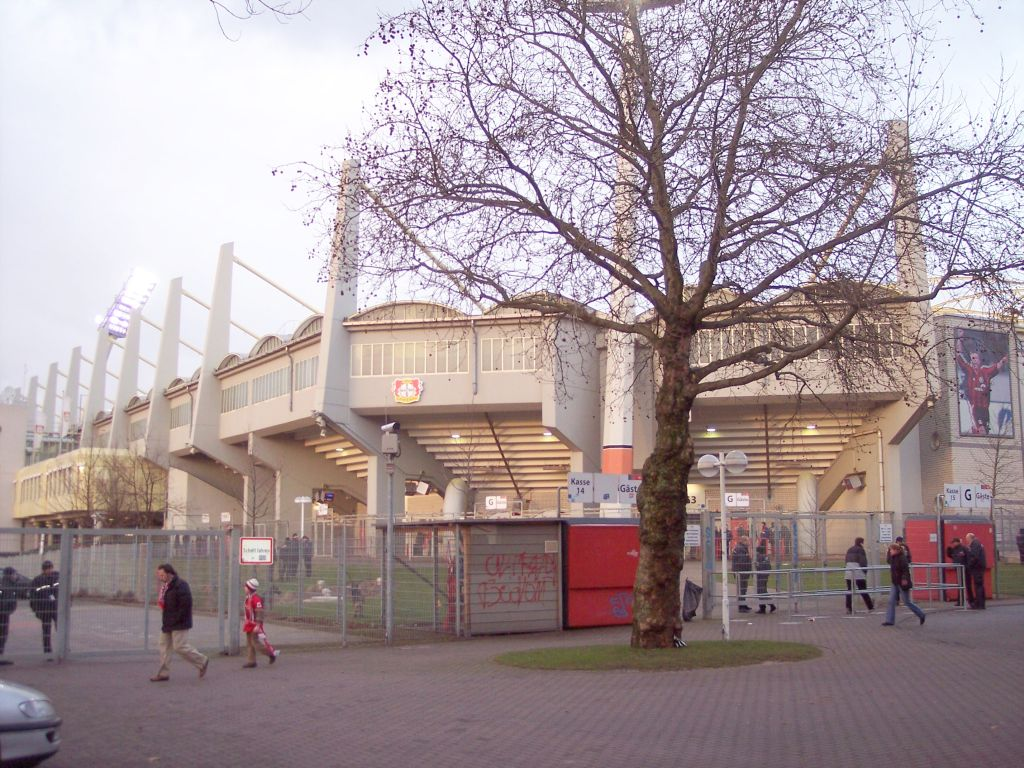
Бай-Арена до реконструкции

## Ссылка
- Официальный сайт  (нем.)